# Teotihuacan
Teotihuacan hay Teotihuacán (phát âm tiếng Tây Ban Nha: [teotiwa'kan] ⓘ, phát âm tiếng Nahualt hiện đạiⓘ) là một thành bang cổ đại nằm trong Thung lũng Mexico, hiện thuộc bang Mexico, tọa lạc 40 km về phía đông bắc thành phố Mexico hiện đại. Teotihuacan được biết đến với những kim tự tháp hoành tráng, đại diện cho kiến trúc cổ đại Trung bộ Châu Mỹ. Nó là đô thị quan trọng và vĩ đại bậc nhất của Mexico thời kỳ tiền Colombus. Vào thời cực thịnh, tức trong khoảng nửa đầu thiên niên kỷ thứ nhất CN, Teotihuacan là thành bang rộng lớn nhất châu Mỹ đại lục, với dân số vào cỡ tầm 125.000 người hoặc hơn. Sau sự sụp đổ của Teotihuacan, văn minh Toltec của thành bang Tula thế chỗ nó và lan tầm ảnh hưởng khắp Mexico cho tới năm 1150.
Thành phố có diện tích 8 dặm Anh vuông; ước tính 80-90% dân số tại thung lũng Mexico an cư tại Teotihuacan. Ngoài các kim tự tháp, Teotihuacan còn có nhiều khu phức hợp hộ dân, Đại lộ của người chết và các bức phù điêu được bảo tồn tốt, rất quý giá đối với giới nhân chủng học. Thời xưa, thành Teotihuacan là nơi xuất khẩu công cụ bằng đá vỏ chai tốt nhất vùng Trung bộ Châu Mỹ. Nó được thành lập vào khoảng năm 100 TCN và được xây dựng liên tiếp cho đến khoảng năm 250 CN. Teotihuacan tồn tại tiếp cho đến khoảng giữa thế kỷ VII và VIII CN. Bởi một lý do chưa rõ ràng, các khu di tích chính của thành bang bị cướp phá và thiêu rụi có hệ thống vào khoảng năm 550 CN, rất có thể một cuộc chiến tranh đã xảy ra.
Giới chuyên gia suy đoán rằng Teotihuacan có lẽ từng là một đế quốc tập quyền. Tầm ảnh hưởng của nó có thể thấy khắp Trung bộ châu Mỹ; bằng chứng về sự hiện diện của người Teotihuacan đã được phát hiện tại nhiều di chỉ ở tận Veracruz và vùng văn minh Maya. Người Aztec khi nhìn thấy những tàn tích tráng lệ này, đã tự nhận mình có chung dòng máu và tiếp thu nhiều khía cạnh văn hóa của người Teotihuacan. Sắc tộc của thành bang này là một chủ đề chưa có lời giải. Họ có lẽ là một dân tộc Nahua hoặc Otomi hoặc Totonac. Nhiều học giả cho rằng Teotihuacan là một thành bang đa sắc tộc vì văn hóa của họ gần giống, hoặc có sự liên kết với văn hóa của người Maya/các dân tộc nói tiếng Oto-Pamean.
Di chỉ khảo cổ này nằm ở thành phố trực thuộc trung ương San Juan Teotihuacán trực thuộc bang México, cách thành phố Mexico tầm 40 km về phía đông bắc. Khu vực này có tổng diện tích bề mặt là 83 km vuông và được UNESCO công nhận là Di sản thế giới năm 1987. Đây là di chỉ khảo cổ thu hút lượng khách đông nhất của Mexico, 4.185.017 khách chỉ trong năm 2017.

## Tên gọi
Cái tên Teōtīhuacān được đặt bởi người Aztec nói tiếng Nahuatl nhiều thế kỷ sau khi thành bang này đã sụp đổ vào năm 550 CN. Cái tên này có nghĩa là "nơi sinh ra của các vị thần" phản ánh huyền sử sáng tạo Nahua được cho là diễn ra ở Teotihuacan. Học giả Nahuatl tên là Thelma D. Sullivan giải nghĩa địa danh là "nơi của những người sở hữu con đường của các vị thần." Sở dĩ có tên gọi đó là bởi người Aztec tin rằng các vị thần đã tạo ra vũ trụ tại nơi đây. Cả lối phát âm [te.oːtiːˈwakaːn] tiếng Nahuatl và lối phát âm [te.otiwaˈkan] tiếng Tây Ban Nha đều được sử dụng, và cả hai lối chính tả đều xuất hiện trong bài viết này. Trên các bia khắc chữ tượng hình ở vùng Maya xa xôi, họ gọi thành Teotihuacan với cái tên là puh tức là "nơi có nhiều lau sậy". Cái tên thực sự của thành bang này tới nay vẫn là một ẩn số.